# آساهي (تشيبا)
مدينة آساهي (بالإنجليزية: Asahi)‏ هي إحدى المدن التابعة لولاية تشيبا. تأسست رسميًا في 1 يوليو 2005 ويقدر عدد سكانها بـ 69971 نسمة حسب تقدير مكتب الإحصاء الياباني لعام 2012. تبلغ مساحة آساهي 129.91 كم2. بكثافة سكانية تبلغ 539 نسمة/كم2.

## أعلام
- شويا توميزاوا